# Antony Prince Panengaden
Antony Prince Panengaden (ur. 13 maja 1976 w Arimpur) – indyjski duchowny syromalabarski, w latach 2015-2024 biskup Adilabad, od 2024 biskup Shamshabad

## Życiorys
Święcenia kapłańskie przyjął 25 kwietnia 2007 i został inkardynowany do eparchii Adilabad. Po święceniach i studiach w Rzymie został skierowany do pracy duszpasterskiej przy parafii katedralnej, a następnie został proboszczem tej parafii. Pełnił także funkcję protosyncela eparchii.
6 sierpnia 2015 otrzymał nominację na eparchę Adilabadu. Chirotonii biskupiej udzielił mu 29 października 2015 zwierzchnik Kościoła syromalabarskiego, kard. George Alencherry. 30 sierpnia 2024 papież Franciszek zatwierdził jego wybór na biskupa eparchii Shamshabad. 